# John Gresham Machen
Pour les articles homonymes, voir Gresham et Machen.
John Gresham Machen (28 juillet 1881 – 1er janvier 1937) est un théologien presbytérien américain du début du XXe siècle.
Il est professeur de Nouveau Testament au Séminaire théologique de Princeton entre 1915 et 1929, il dirige une révolte conservatrice contre la théologie libérale à Princeton et forme le Séminaire théologique de Westminster comme une alternative plus orthodoxe. Comme l'église presbytérienne du Nord continue à rejeter les tentatives conservatrices pour renforcer la fidélité à la  Confession de foi de Westminster, Machen dirige un petit groupe de conservateurs en dehors de l'église pour former l'Église presbytérienne orthodoxe. Quand l'Église presbytérienne aux États-Unis d'Amérique (PCUSA) rejette ses arguments durant le milieu des années 1920 et décide de réorganiser le séminaire théologique de Princeton pour créer une école libérale, Machen fonde et prend la direction du séminaire théologique de Westminster à Philadelphie (1929) où il enseigne le Nouveau Testament jusqu'à sa mort. Son opposition continuelle durant les années 1930 au libéralisme dans les missions étrangères presbytériennes l'amène à créer une nouvelle organisation, le bureau indépendant pour les missions étrangères presbytériennes (The Independent Board for Presbyterian Foreign Missions (IBPFM)) en 1933. Le jugement, la condamnation et la suspension du ministère des membres de l'IBPFM, dont Machen, en 1935 et en 1936, fournit les raisons de la formation en 1936 de l'OPC.
Machen est considéré comme le dernier des grands théologiens de Princeton qui ont, depuis la création de l'université au début du XIXe siècle, développé la théologie de Princeton, une forme conservatrice et calviniste du christianisme évangélique. Bien que Machen ait été comparé aux grands théologiens de Princeton (Archibald Alexander, Charles Hodge, A. A. Hodge and B. B. Warfield), il n'est jamais un chargé de cours en théologie (il est un érudit du Nouveau Testament) ni même le responsable du séminaire.
L'influence de Machen peut être encore ressentie aujourd'hui à travers l'existence d'institutions actuelles qu'il fonde -le séminaire théologique de Westminster et l'église presbytérienne orthodoxe (OPC). De plus, son manuel sur le grec du Nouveau Testament est encore utilisé aujourd'hui dans de nombreux séminaires, dont des écoles de la PCUSA.
Interrogé sur la façon de dire son nom, il l'explique à The Literary Digest "La première syllabe est prononcée comme "May", le nom du mois. Dans la seconde syllabe ch est comme dans "chin", avec un "e" comme dans "pen": may'chen. Dans Gresham, le h est silencieux: gres'am."[1]

## Jeunesse
Machen est né à Baltimore d'Arthur Webster Machen et Mary Jones Gresham. Arthur, un avocat de Baltimore, a 45 ans et Mary 24 ans quand ils se marient. Alors qu'Arthur est un épiscopalien, Mary est une presbytérienne, et enseigne à son fils le petit catéchisme de Westminster depuis son plus jeune âge. La famille fréquente l'église presbytérienne de Franklin.
L'éducation de Machen est considérée comme privilégiée. il va dans un collège privé et reçoit une éducation classique incluant le latin et le grec. Bien qu'il n'y ait aucune archive, il semble que cette école est "The University School for Boys". Il apprend également le piano.

## L'âge adulte

### Vie étudiante américaine
En 1898, âgé de 17 ans, Machen commence à étudier à l'Université Johns Hopkins pour son diplôme universitaire d'étudiant, qu'il réussit suffisamment pour obtenir une bourse. Il se spécialise dans les classiques et est un membre de la fraternité Phi Kappa Psi. Machen est un excellent boursier et en 1901 il est élu à la société Phi Beta Kappa après son diplôme.
Malgré le fait qu'il soit un temps indécis sur son avenir, en 1902 Machen opte pour les études théologiques au séminaire théologique de Princeton, même s'il étudie simultanément pour un diplôme supérieur de lettres en philosophie à l'Université de Princeton.

### A la rencontre du libéralisme allemand
Il poursuit ses études théologiques en Allemagne pour un an en 1905. Dans une lettre à son père, il admet avoir été plongé dans le doute à propos de sa foi à cause du libéralisme enseigné par le professeur Wilhelm Herrmann. Bien qu'il ait un important respect pour Herrmann, sa période en Allemagne et sa confrontation avec les théologiens modernistes le pousse à rejeter ce mouvement et à étreindre une théologie réformée conservatrice plus fermement qu'avant.

## Période avant guerre

### Princeton 1906-1916
En 1906, Machen rejoint le séminaire de Princeton comme enseignant du Nouveau Testament après s'être assuré de ne pas avoir à en signer la déclaration de foi. Parmi ses influences à Princeton il y a Francis Patton (en), qui, comme doyen de l'université de Princeton à la fin du XIXe siècle, s'est  opposé à la haute critique et au libéralisme et il y a aussi Benjamin B. Warfield, qu'il décrit comme le plus grand homme qu'il ait jamais rencontré. Warfield soutient l'idée qu'une doctrine correcte est le moyen essentiel pour les chrétiens d'influencer leur culture et il met l'accent sur l'importance primordiale des Écritures et la défense du surnaturalisme. C'est sous son influence que Machen résout sa crise de foi. En 1914, il est ordonné pasteur et l'année suivante il devient l'assistant du professeur de Nouveau Testament.

### Première Guerre mondiale
Machen n'est pas mobilisé durant la Première Guerre mondiale, mais il vient néanmoins en Europe avec l'Union chrétienne de jeunes gens (UCJG) comme volontaire à proximité du front - une tâche qu'il continue quelque temps après la fin de la guerre. Bien qu'il ne soit pas combattant, il est témoin en première ligne des dévastations de la guerre. Suspicieux en ce qui concerne le projet d'exporter la démocratie à l'américaine comme le promeut l'ami de sa famille Woodrow Wilson, il est fermement opposé à la guerre, et lors de son retour aux États-Unis, il remarque que la plupart des clauses du « Traité de Versailles constitue une attaque contre la paix internationale et interraciale... Cette guerre sera suivie par une autre guerre selon une évolution lassante. »

## Période d'après guerre

### Princeton 1918-1926
Après son retour d'Europe, Machen continue son travail comme enseignant du Nouveau Testament à Princeton. Durant cette période, il gagne la réputation d'être l'un des rares érudits à être capable de débattre de la prépondérance grandissante de la théologie moderniste (ou "libérale") tout en maintenant une position évangélique.
L'origine de la religion de Paul (1921) est peut-être l'ouvrage érudit le plus connu de Machen. Cet ouvrage est une tentative réussie de critiquer la croyance moderniste que la religion de Paul est fondée essentiellement sur la philosophie grecque et très différente de la religion de Jésus.
Christianisme et Libéralisme (1923) est un des autres ouvrages de Machen qui critique le modernisme théologique. Le livre compare le christianisme protestant conservateur à la popularité croissante de la théologie moderniste. Il conclut sur le fait que « le principal rival moderne du christianisme est le libéralisme ».
Dans Qu'est ce que la foi? (1925) il considère comme primordiale la tache pastorale d'ancrer sa foi dans le fait historique de l'expiation du Christ. Il considère la théologie libérale comme anti-intellectuelle, « dans la mesure où elle spiritualisait le christianisme et le traitait comme une simple expression de l'expérience individuelle, vidant ainsi la Bible et le crédo de tout sens définitif. » .
Ces ouvrages, et de nombreux autres, placent Machen résolument dans le camp théologique de l'évangélisme contre celui du libéralisme au sein de l'église presbytérienne. Son travail au cours des années 1920 est partagé entre l'enseignement à Princeton et le souffle qu'il veut impulser aux presbytériens évangéliques.
Malgré ses croyances théologiques conservatrices, Machen n'a jamais pu embrasser pleinement le fondamentalisme chrétien. Son refus d'accepter le prémillénarisme et d'autres aspects du fondamentaliste s'appuie sur sa conviction que la théologie réformée est la forme la plus biblique de la foi chrétienne - une théologie qui est généralement oubliée par le fondamentalisme de l'époque. De plus, le travail d'érudit de Machen et son talent à s'engager dans un débat avec la théologie moderniste est en contradiction avec l'attitude anti-intellectuelle du fondamentalisme.

### Controverses
Entre 1924 et 1925, les relations avec la faculté de Princeton se détériorèrent quand The Presbyterian pose la question de savoir s'il y a deux partis à la faculté. En réponse, Machen remarque que ses différences avec Charles Erdman se rapportent à l'importance qu'ils attribuent à la doctrine. Il note qu'Erdman est tolérant envers ceux qui sont dans l'erreur doctrinale. Erdman écrit en privé qu'il (Dwight L. Moody) sait que les polémiqueurs ne gagnent pas d'habitude contre les disciples du Christ.

### le Séminaire théologique de Westminster
L'assemblée générale de 1929 vote la réorganisation du Séminaire théologique de Princeton et décide que deux des signataires de l'affirmation d'Auburn deviennent administrateurs. L'Affirmation d'Auburn est une réponse des libéraux à l'intérieur de l'église presbytérienne du Nord qui condamne la réponse de l'assemblée générale à la controverse provoquée par le sermon de mai 1922 de Harry Emerson Fosdick  "Les fondamentalistes vont-ils gagner?". Machen et quelques collègues de travail se retirent et créent le Séminaire théologique de Westminster pour poursuivre une théologie réformée orthodoxe.

### L'Église presbytérienne orthodoxe
En 1933, Machen se sent concerné par le libéralisme toléré par les presbytériens sur le terrain de la mission et forme l'IBPFM (The Independent Board for Presbyterian Foreign Missions). L'assemblée presbytérienne qui suit réaffirme que l'IBPFM ne correspond pas aux critères de constitution de l'église et somme les ministres du culte associés de rompre leurs liens avec l'IBPFM. Quand Machen et sept autres ministres du culte refusent, ils sont suspendus de leurs ministères dans l'église presbytérienne. La controverse sépare Machen de nombreux amis fondamentalistes comme Clarence Macartney qui empire à la perspective d'un schisme. Au bout du compte, Machen quitte l'église presbytérienne du nord (PCUSA) et forme l'Église presbytérienne orthodoxe.

### Religion et politique
Machen est peu favorable au mélange entre la religion et la politique. Il trouve que les tentatives d'établir une culture chrétienne par des moyens politiques revient à mépriser les minorités. Il est encore plus inquiet de l'influence corruptrice de la politique sur le christianisme et considère l'évangile social comme un terrible avertissement. Il s'oppose à la prière à l'école et à la lecture de la Bible dans les écoles publiques. Cette position, toutefois, implique que les chrétiens doivent avoir leurs propres écoles.
L'historien George Marsden décrit Machen comme "radicalement libertaire". Il s'oppose à presque toute extension du pouvoir de l'État, ce qui l'amène à prendre position sur de nombreuses questions. Comme pour les autres libertaires, ses positions ne respectent pas les limites traditionnelles du libéralisme et du conservatisme". Il s'oppose à la création d'un ministère fédéral de l'éducation, suggérant devant une commission mixte du Congrès que le contrôle gouvernemental des enfants est le sacrifice ultime de la liberté (il est également opposé au Child Labor Amendment (en) (amendement sur le travail des enfants, proposé en 1924). Il n'est pas contre les écoles publiques locales en soi, mais craint l'influence de l'idéologie matérialiste et l'opposition aux aspirations humaines supérieures. Il est aussi opposé à la prohibition, une position coûteuse à une époque où l'abstinence est presque une croyance parmi les protestants. Il s'oppose enfin à toute politique étrangère d'impérialisme et de militarisme.

## Mort

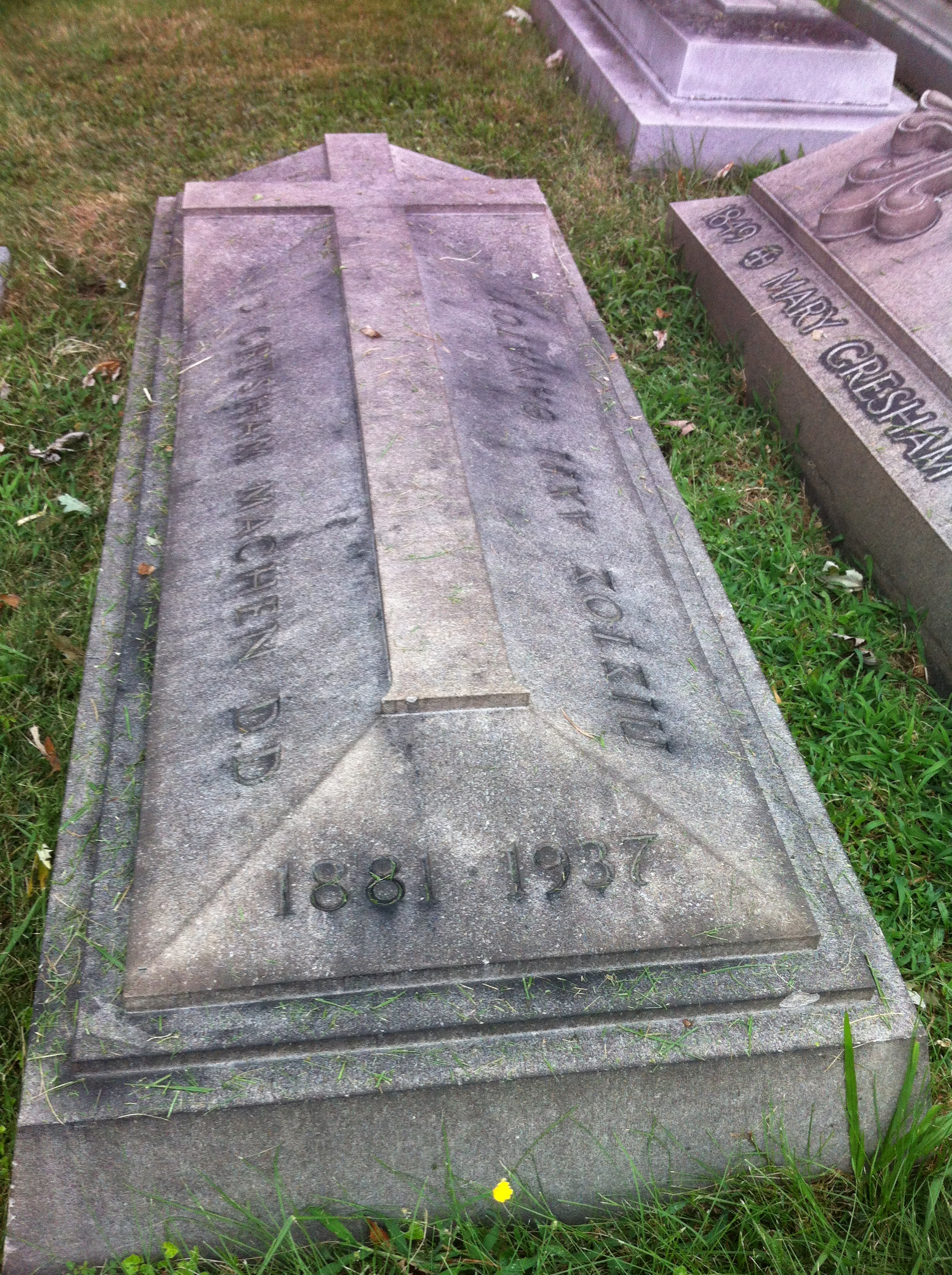
Tombe de Machen au cimetière de Greenmount à Baltimore.

Grande est la tristesse de ceux qui étaient engagés dans les mouvements qu'il avait mené quand ils apprirent la mort de Machen en 1937 à l'âge de 55 ans. Quelques commentateurs (notamment Stonehouse) pointent le fait que Machen avait une constitution physique pas toujours bonne, et il était constamment "accablé" par ses responsabilités.
Machen décide d'honorer quelques engagements comme conférencier qu'il avait dans le Dakota du Nord en décembre 1936, et contracte une pleurésie durant un hiver particulièrement froid cette année-là. Après Noël, il est hospitalisé pour une pneumonie et meurt le 1er janvier 1937. Juste avant sa mort, il dicte un télégramme à son vieil ami et collègue John Murray ; le contenu de ce télégramme reflétait la profondeur de sa longue vie de foi: "Je suis tellement reconnaissant pour cette obéissance active envers le Seigneur. Pas d'espoir sans cela." Il fut enterré au cimetière de Greenmount à Baltimore dans le Maryland.
Le revêtement de sa pierre tombale porte, simplement, son nom, la mention de son diplôme, ses dates, et la phrase "Fidèle jusque dans la mort" en grec.
Le journaliste de Baltimore, H. L. Mencken, écrit une nécrologie sur Machen titrée "Dr. Fondamentaliste" laquelle est publiée dans le Baltimore Evening Sun le 18 janvier 1937. Bien qu'en désaccord avec la théologie de Machen, Mencken néanmoins exprime son respect et son admiration pour les capacités intellectuelles de Machen. Mencken compare Machen à William Jennings Bryan, un autre presbytérien célèbre, avec cette formule curieuse : “Le docteur Machen était à Bryan ce que le Matterhorn[Lequel ?] est à la verrue.”

## Ouvrages
En plus des ouvrages mentionnés dans cet article, les ouvrages importants de Machen sont:
- "L'origine de la religion de Paul" (1921) en anglais
- Christianisme et libéralisme   (1923)  (ISBN 0-80281-121-3)
- Qu'est ce que la foi? (1925)
- Le Nouveau Testament en grec pour les débutants (1927)
- La naissance virginale du Christ (1930)
- La foi chrétienne dans un monde moderne (1936)
- Le point de vue chrétien sur l'homme (1937)
- Dieu transcendé (1949) publié par Ned B. Stonehouse des sermons de Machen,  (ISBN 0-85151-355-7).
- Qu'est ce que le christianisme? et autres questions (1951) publié par Ned B. Stonehouse
- Le Nouveau Testament : une introduction à sa littérature et à son histoire (1976) ublié par W. John Cook de deux séries de cours de Machen,  (ISBN 0-85151-240-2).

## Sources
- (en) Cet article est partiellement ou en totalité issu de l’article de Wikipédia en anglais intitulé « John Gresham Machen » (voir la liste des auteurs).